# Aristide Rinaldini
Aristide Rinaldini (ur. 5 lutego 1844 w Montefalco, zm. 10 lutego 1920 w Rzymie) – włoski duchowny katolicki, dyplomata, kardynał.

## Życiorys
Kształcił się w seminarium watykańskim, a także Almo Collegio Capranica. Na Uniwersytecie Gregoriańskim uzyskał doktorat z filozofii i licencjat z teologii. 6 czerwca 1868 przyjął święcenia kapłańskie, po czym rozpoczął pracę jako sekretarz w nuncjaturach w Portugalii (1868–1872) i Belgii (1872-1880). Był następnie chargé d'affaires a od 1887 audytorem. Po przejęciu władzy w Belgii przez liberalny gabinet stosunki dyplomatyczne z Watykanem zostały zerwane, a nuncjusz Serafino Vannutelli musiał opuścić kraj. Rinaldini powrócił tam wtedy jako "prywatny agent". W latach 1887–1893 był internuncjuszem w Holandii, a od 1891 także w Luksemburgu. W 1893 został substytutem w Sekretariacie Stanu.
14 sierpnia 1896 mianowany tytularnym arcybiskupem Eraclea di Europa. Cztery dni później objął obowiązki nuncjusza w Belgii. Sakrę przyjął w Rzymie z rąk kardynała Mariano Rampolla del Tindaro, Sekretarza Stanu Stolicy Apostolskiej. Na tej samej uroczystości konsekrowany został przyszły kardynał Sebastiano Martinelli. W 1899 został nuncjuszem w Hiszpanii. Na konsystorzu z kwietnia 1907 kreowany kardynałem prezbiterem,  przestał jednocześnie pełnić obowiązki nuncjusza. W latach 1912–1914 pełnił funkcję Kamerlinga Świętego Kolegium Kardynałów. Brał udział w konklawe 1914. Pochowany na Campo Verano.